# Lesozawodzk
Lesozawodzk (ros. Лесозаводск) – miasto w Rosji (Kraj Nadmorski), nad rzeką Ussuri.
Liczba mieszkańców w 2003 roku wynosiła ok. 44 tys.
W mieście rozwinął się przemysł drzewny, odzieżowy oraz spożywczy.